# Konstal 102N
Konstal 102N je dvodijelni tramvaj, koji se proizvodio od 1967. do 1969. godine u tvornici Konstalu. Tramvaj je odvojen od tipa Konstal 13NS. Proizvedeno je 47 tramvaja za poljske javne prijevoznike. Kasnija proizvodnja se odvijala u dvije serije (102N, 802N). Za tramvaj je moguće ugraditi postolja za 1435 mm (tip 102N), ali i kolosijek širine 1000 mm (tip 802N).

## Konstrukcija
Konstal 102N je jednosmjerni šesteroosovinski zglobni tramvaj. Po mehanizmu je tramvaj sličan tipu Konstal 13NS. Pod je visok 940 mm nad kolosijekom. Stolice od laminata su raspoređene sistemom 1+1. U svakom dijelu se nalaze dvoja četverokrilna vrata kontrolirana od strane vozača.

## Tipovi
- 102N (Gdanjsk, gornjošleska konurbacija, Krakov, Poznanj, Wrocław)
- 802N (Bydgoszcz, Łódź)

## Galerija
- Povijesni tramvaj 102N u Krakovu
- Povijesni tramvaj 102N u Poznanju
- Povijesni tramvaj 102N (Wrocław)
- Tramvaji 102N i 102Na (Wrocław)